# Ermita de San Sebastián (Mairena del Alcor)
La ermita de San Sebastián es un edificio religioso situado en la localidad de Mairena del Alcor, provincia de Sevilla, Andalucía, España. Es de estilo mudéjar y está fechada en el siglo XV. Consta de tres naves, 2 laterales y una central con forma ojival.
En esta ermita radican la hermandades de Nuestro Padre Jesús Nazareno, María Santísima de la Amargura y San Juan Evangelista, Nuestra Señora del Rocío y la patrona de la villa Nuestra Señora de los Remedios Coronada y Mártir San Sebastián.
Sufrió una importante restauración en el año 1999 teniendo que trasladar las imágenes y demás enseres a distintas iglesias. En el año 2009 fue parroquia temporal por la restauración de la parroquia de Santa María de la Asunción.
En el año 2011 se restauró la rampa principal para un mejor acceso de las cofradías que hacen su estación de penitencia o salen en otra procesión desde esta ermita.